# Budynek Towarzystwa Gimnastycznego „Sokół” w Tarnobrzegu
Budynek Towarzystwa Gimnastycznego „Sokół” w Tarnobrzegu – zabytkowy budynek w stylu secesyjnym mieszczący się w Tarnobrzegu przy ul. Sokolej 9. Początkowo był siedzibą lokalnego oddziału Towarzystwa Gimnastycznego „Sokół”, później działało w nim Kino „Wisła” (do 2007). Obecnie budynek pozostaje niezagospodarowany i w dużej mierze zdewastowany.

## Historia
Gmach został zbudowany w latach 1908–1910 (według innych źródeł 1910–1911), kosztem 60 tys. koron austro-węgierskich. Oficjalne otwarcie nastąpiło zaś 15 listopada 1913.